# Zhuoxi
Zhuoxi (卓蘭鎮S, Zhuóxī XiāngP) è un comune di Taiwan, situato nella provincia di Taiwan e nella contea di Hualien.